# Antoine Arnaldi
Antoine Arnaldi, né le 16 novembre 1911 à Perinaldo (Ligurie) et mort le 12 février 1992 à La Trinité (Alpes-Maritimes), est un coureur cycliste d'origine italienne naturalisé français le 12 avril 1947, en activité de 1935 à 1946,.

## Palmarès
- 1934
  - 3e de Nice-Toulon-Nice
  - 3e de Nice-Annot-Nice
- 1935
  - 1re étape du Circuit des villes d'eaux d'Auvergne
  - 2e de Nice-Annot-Nice
  - 3e du Grand Prix de Cannes
- 1936
  - Nice-Annot-Nice
  - Circuit des cols pyrénéens
  - 2e de Nice-Toulon-Nice
  - 2e de Bourg-Genève-Bourg
  - 3e de Marseille-Nice
- 1937
  - Circuit du Bourbonnais
    - Classement Général
    - 1re étape

  - Grand Prix d'Antibes
  - 2e de Nice-Annot-Nice
  - 2e du Circuit des Alpes
  - 2e à la 4e étape du Tour du Maroc
  - 2e du Circuit de l'Allier
  - 3e du Circuit des villes d'eaux d'Auvergne
- 1938
  - Marseille-Nice
  - Lyon-Vals-les-Bains
  - 9e étape du Tour du Sud-Est
  - Circuit de l'Allier
  - 2e du Grand Prix cycliste d'Espéraza
- 1939
  - Grand Prix d'Antibes